# 広瀬彩香
広瀬 彩香（ひろせ あやか、1988年10月31日 - ）は、北海道苫小牧市出身の女性モデル、元レースクイーンである。

## 略歴
1988年10月31日、北海道苫小牧市で生まれる。駒澤大学附属苫小牧高等学校卒業。同級生に元東北楽天ゴールデンイーグルス投手で、2020年現在はニューヨーク・ヤンキースに所属する田中将大がいる。
2007年、「五十嵐 梅」（いがらし うめ）の芸名でルナフラウに所属。同年8月、苫小牧市の親善大使「ハスカップレディー」に選ばれる。
2008年7月、十勝スピードウェイで行われた「レースクイーン北海道No.1決定戦」でグランプリを受賞。これをきっかけに芸能事務所「K-point（ケイポイント）」とマネージメント提携を開始し、2009年のSUPER GT「MOTUL サーキットレディ」を務める。2020年現在でも、歴代のMOTULサーキットレディとしては唯一の北海道出身者である。
2010年2月には菜々緒と共に大阪オートメッセのイメージガールを務めるが、同年3月をもってルナフラウ及びK-pointを退所。同年4月よりアイスモデルマネジメントに移籍し、本名の「広瀬彩香」に戻した。
2011年は格闘技イベント「DREAM」のラウンドガール“DREAM GIRLS”を務める一方、ベストジーニストの一般新人部門にノミネートされた。
2012年6月、ミス・アース・ジャパンに出場し、第2位となる「ミス・エアー・ジャパン」を受賞する。
2014年2月より株式会社ブースに移籍。同年度のミス納豆（六代目）を折原あやのと共に務め、翌2015年の東京モーターショーでは、2011年から2014年までMOTULサーキットレディを務めた高橋美咲らと共にSUZUKIブースのステージモデルとして出演したが、その後ブースを退所し表舞台から退いた模様。

## 人物
- 趣味はDVD鑑賞、歌うこと。特技はクラシックバレエ、ポールダンス。
- 同じ北海道出身であるあべみほと仲が良く[13]、テレビ番組でも共演歴がある。

## 出演

### 広告
- いち髪（クラシエホールディングス）
- 宮の森スポーツ倶楽部

### TVCM
- SONY Xperia スラックラインver.
- BVD Ladys バイクに乗る女
- ルナルナ(道内)

### WEB
- ハウスウコンの力 夜の乾杯!天気予報
- fashion walker
- クラリスウエディングプランナースクール

### スチール
- イオン
- ガールズバイカー
- 百日草
- Angelibe 2013 spring summer collection

### ショー
- 札幌collection
- ワークマン
- ワコール
- ブライダルショー
- 髙島屋フロアショー
- 水着ショー
- GirlsAward2013A/W（2013年9月28日、国立代々木競技場第一体育館）[14]
- ココデシカWEEK×TOKYO RUNWAY（2015年3月15日、東急プラザ表参道原宿）[1]

### イベント
- 東京モーターショー2015「SUZUKIブース」[12]
- 名古屋モーターショー2013「SUBARUブース」
- 大阪モーターショー2013「SUBARUブース」[15]
- 東京オートサロン2010「NISMOブース」[6]
- CP+
- ワイヤレスジャパン

### テレビ
- ワンサカ!（北海道テレビ放送・2008年4月 - 2009年3月） - ワンサカーズとしてレギュラー出演
- 銀玉の魂（テレビ北海道・2010年4月1日 - 4月8日）
ゲストアシスタントとして全身の銀色タイツ姿で登場。4月8日放送分ではエンディングの罰ゲームで顔面パイ地獄を味わった。
- 春ロマン紀行!北海道～東京・夢の船旅コース フェリーで楽しむ魅惑のプラン（テレビ北海道・2010年3月23日）

### その他
- 2012ミス・エア・ジャパン
- 総合格闘技DREAMガール
- 2010大阪オートメッセイメージガール
- 2009MOTUL Circuit Lady
- いち髪な人 北海道代表

### イメージビデオ
- イロドリ （2017年1月30日、K2）
- 彩りレッスン（2018年1月28日、K2）